# Glaciar Calluqueo
El glaciar Calluqueo es un glaciar en Chile, ubicado en la vertiente occidental del monte San Lorenzo, 55 km al sureste de Cochrane en la región de Aysén. Cuenta en su base con una laguna de 3,5 km de largo, de color plomizo a causa de los sedimentos glaciares. El Calluqueo es un glaciar de valle cuyo frente se encuentra recubierto de rocas caídas en su mayoría desde sus morrenas laterales, siendo el más largo de los 102 glaciares documentados en la zona de San Lorenzo.
Se emplaza en un área de bosques con una variada flora, donde destacan especies arbóreas como lengas, ñirres, cipreses y coihues.
Considerado como uno de los glaciares de más fácil acceso en la región de Aysén, en el año 1943 fue visitado y fotografiado por el sacerdote y explorador italiano Alberto de Agostini. En un estudio publicado en el 2013, se determinó que entre los años 1985 y 2008 se registró un retroceso frontal de 580 m., resultando una velocidad de retroceso promedio del frente de 25 metros por año. A fines de 2020, la Dirección General de Aguas instaló una plataforma de monitoreo del glaciar, y se prevé la construcción de una estación meteorológica y una estación fluviométrica en la descarga del glaciar.